# Radical 138
El radical 138, representado por el carácter Han 艮, es uno de los 214 radicales del diccionario de Kangxi. En mandarín estándar es llamado 艮部, (gèn bù); en japonés es llamado 艮部, ごんぶ (gonbu), y en coreano 간 (gan). En los textos occidentales es conocido como «radical “quietud”».
El radical «quietud» suele en el lado derecho de los caracteres que clasifica, por ejemplo, en 艰 y 艱.

## Nombres populares
- Mandarín estándar: 艮, gèn (uno de los ocho trigramas del Ba gua, ☶).
- Coreano: 간괘간부, gan'gwae gan bu, ‘radical gan-símbolo de adivinación gan (☶)’; 그칠간부, geuchil gan bu, ‘radical gan-detenerse’.
- Japonés:　根旁（ねづくり）, nezukuri, ‘lado derecho de «raíz» (根)’.
- En occidente: radical «quietud».

## Galería
| Estilos antiguos                                 | Estilos antiguos                  | Estilos antiguos                        | Estilos antiguos                   | Estilos antiguos                   | Estilos empleados actualmente       | Estilos empleados actualmente  | Estilos empleados actualmente    | Estilos empleados actualmente   | Estilos empleados actualmente  |
|                                                  |                                   |                                         |                                    |                                    |                                     | 艮                             | 艮                               |                                 |                                |
| 甲骨文 jiǎgǔwén (escritura de huesos oraculares) | 金文 jīnwén (escritura de bronce) | 简帛 jiǎnbó (escritura de bambú y seda) | 篆文 zhuànwén (escritura de sello) | 篆文 zhuànwén (escritura de sello) | 隸書 lìshū (estilo de los escribas) | 楷書 kǎishū (estilo regular)   | 楷書 kǎishū (estilo regular)     | 行書 xǐngshū (estilo corriente) | 草書 cǎoshū (estilo de hierba) |
| 甲骨文 jiǎgǔwén (escritura de huesos oraculares) | 金文 jīnwén (escritura de bronce) | 简帛 jiǎnbó (escritura de bambú y seda) | 大篆 dàzhuàn (sello grande)        | 小篆 xiǎozhuàn (sello pequeño)     | 隸書 lìshū (estilo de los escribas) | 繁體／繁体 fántǐ (tradicional) | 简体／簡體 jiǎntǐ (simplificado) | 行書 xǐngshū (estilo corriente) | 草書 cǎoshū (estilo de hierba) |

## Caracteres con el radical 138
| trazos | carácter |
| ------ | -------- |
| + 0    | 艮       |
| + 1    | 良       |
| + 2    | 艰       |
| + 11   | 艱       |